# کازوناری تاناکا
کازوناری تاناکا (به ژاپنی: 田中 一成)؛ زادهٔ ۸ آوریل ۱۹۶۷- ۱۰ اکتبر ۲۰۱۶) صدا پیشه اهل اوساکای ژاپن است.